# Auslandseinsätze der Bundeswehr
Auslandseinsätze der Bundeswehr sind im weiteren Sinne alle Einsätze der Bundeswehr außerhalb Deutschlands. In einem engeren Sinne sind damit vom Bundestag mandatierte Einsätze gemäß den Kriterien zu verstehen, die das Bundesverfassungsgericht in einem Urteil am 12. Juli 1994 festgelegt hat und die 2005 im Parlamentsbeteiligungsgesetz Niederschlag gefunden haben.

## Geschichte

### Erste Einsätze
Im November 1959 hatte die Bundeswehr ihren ersten Auslandseinsatz. Flugzeuge der Luftwaffe flogen Medikamente in die marokkanische Stadt Meknès. Wenige Monate später gab es den ersten großen Einsatz nach dem verheerenden Erdbeben von Agadir 1960. Neben diesen beiden Einsätzen 1959/1960 gab es bis 1991 noch 133 weitere humanitäre Hilfseinsätze solcher Art.

### Debatte und Ausweitung der Einsätze
Seit 1990 wird die Bundeswehr zu „friedenserhaltenden“ und „friedenssichernden“ Maßnahmen (peacebuilding und peacekeeping) außerhalb der Bundesrepublik Deutschland eingesetzt. Bereits unmittelbar nach der deutschen Wiedervereinigung 1990 begann eine heftige Debatte über den Einsatz der Bundeswehr außerhalb des NATO-Vertragsgebiets (Out-of-area-Debatte). Während die Regierungsparteien CDU und FDP sich in Abkehr von der „Kohl-Doktrin“ für derartige Einsätze (im Rahmen von UN-Mandaten) aussprachen, waren SPD und Grüne zunächst dagegen. Mit der sogenannten Petersberger Wende 1992 änderte die SPD ihre Position. Mit dem Amtsantritt der Rot-Grünen Bundesregierung 1998 unterstützen auch die Grünen derartige Einsätze.
Die ersten derartigen Einsätze waren vom 16. August 1990 bis zum 13. September 1991 die Operation Südflanke von Minenabwehrkräften der Marine während des und nach dem Zweiten Golfkrieg im Mittelmeer und Persischen Golf und vom 30. Januar 1991 bis 17. März 1991 der Einsatz des Flugabwehrraketengeschwader 2 in Diyarbakır in der Türkei im Rahmen der Operation Desert Storm. 1993 erfolgte die Entsendung eines Feldlazaretts nach Phnom Penh im Rahmen der United Nations Advance Mission in Cambodia UNAMIC als einer Mission der UNO.
Es folgten Einsätze in der Adria (Operation Sharp Guard 1992–1996) und auf dem Balkan im Rahmen der Einsätze IFOR und SFOR.
Die United Nations Operation in Somalia II in Somalia von März 1993 bis März 1995 wurde von Deutschland durch den Deutschen Unterstützungsverband Somalia März 1993 bis März 1994 in Beledweyne unterstützt.
Die verfassungsrechtliche Zulässigkeit von Einsätzen nach Maßgabe des Art. 24 Abs. 2 GG (also innerhalb von NATO- oder UN-Mandaten) hat das Urteil des Bundesverfassungsgerichts von 1994 geklärt. Darüber hinaus enthält dieses Urteil die Grundlegung für den Parlamentsvorbehalt für den Einsatz bewaffneter deutscher Streitkräfte im Ausland. Im Schrifttum ist umstritten, ob dieser Vorbehalt durch das Urteil nur explizit klargestellt oder in extensiver Auslegung der Verfassung erst durch das Gericht eingeführt wurde.
1996 wurde erstmals eine Einsatzmedaille der Bundeswehr verliehen. Weitere Medaillen sind die NATO-Medaille, die Einsatzmedaille der Europäischen Union und die UN-Medaille.

### Kosovo-Krieg und KFOR-Einsatz

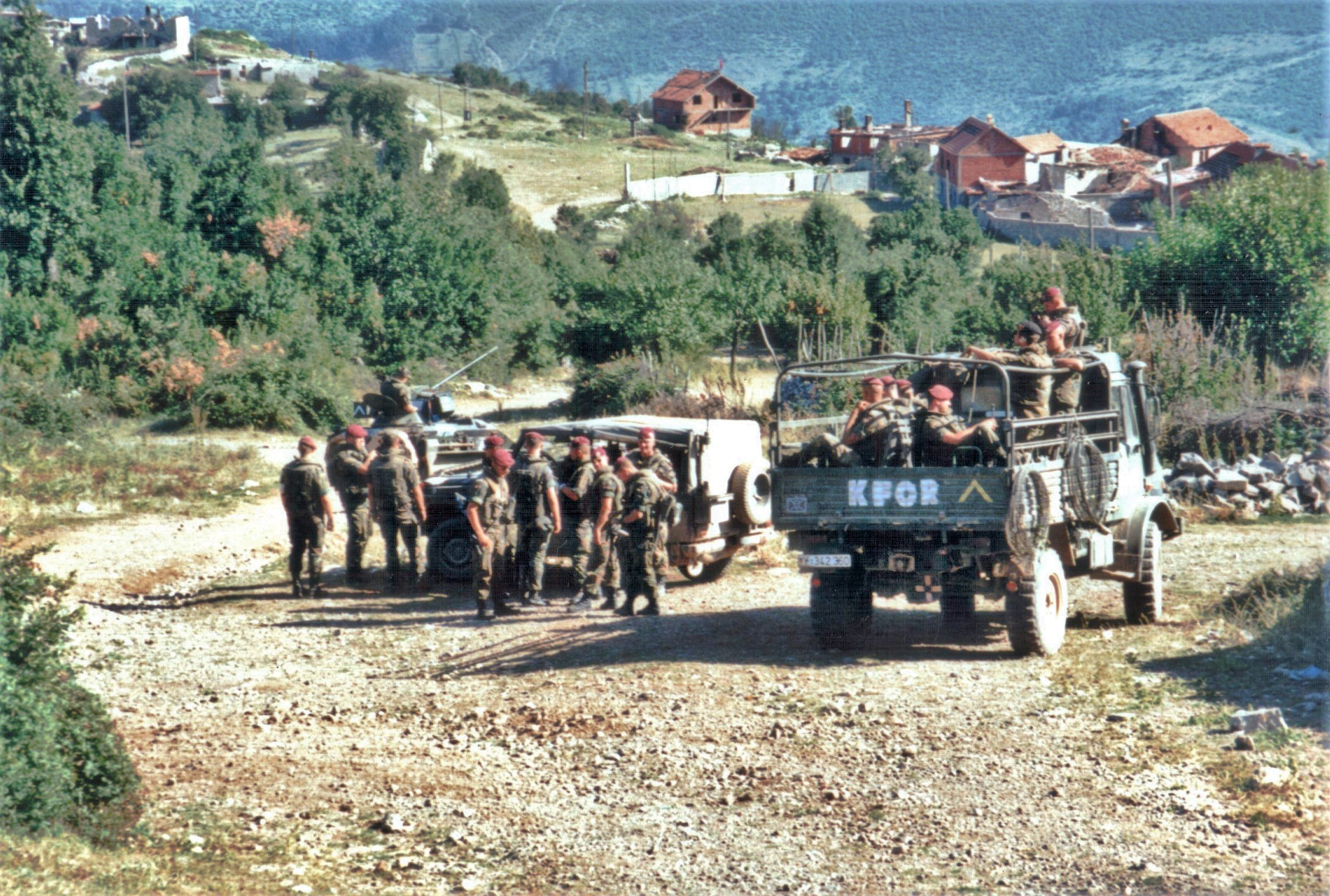
Bundeswehrsoldaten im KFOR-Einsatz im Kosovo, 1999

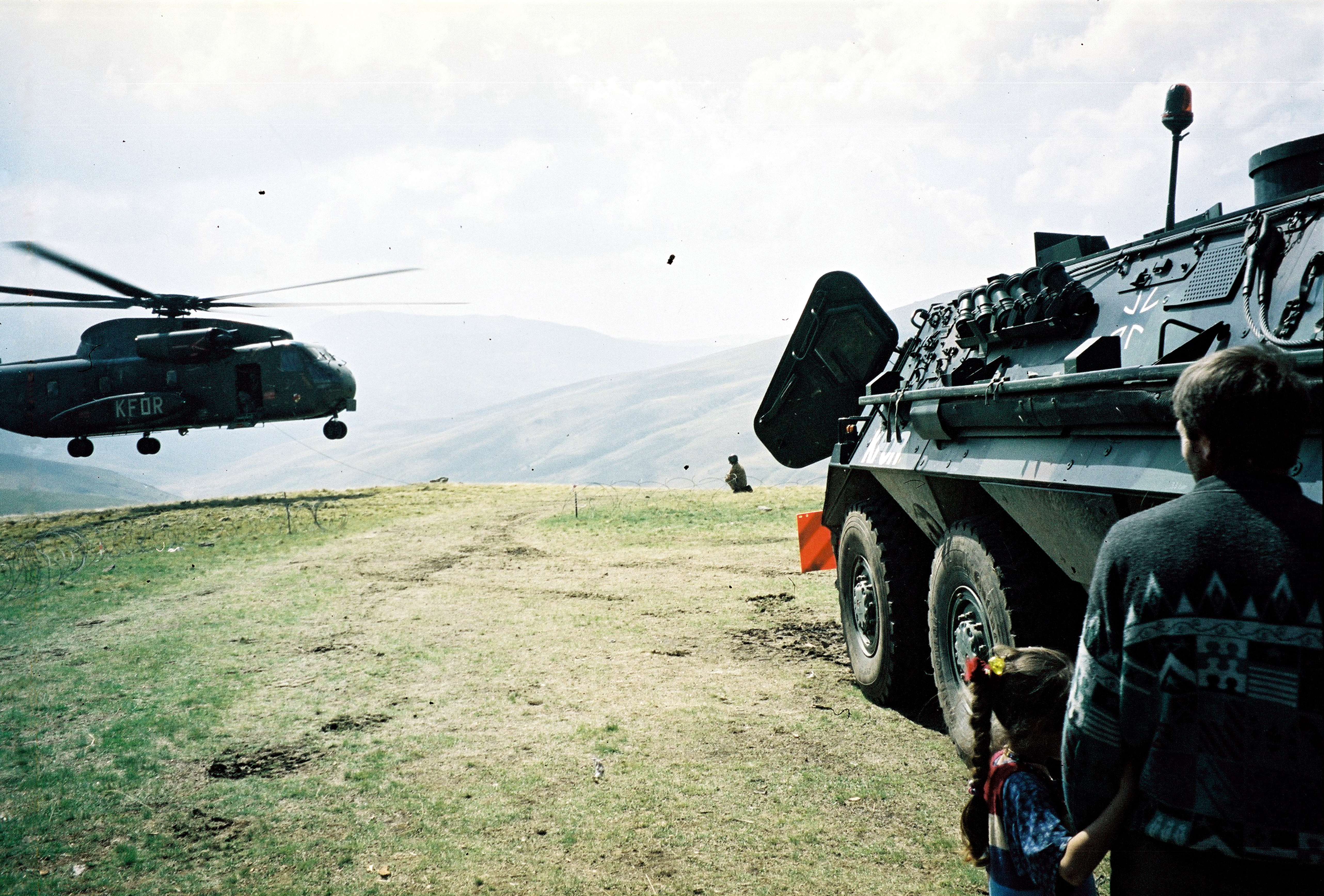
Bundeswehr während KFOR, 2001

1999 hat die Bundeswehr mit der Luftwaffe im Rahmen der Operation Allied Force mit etwa 500 Einsätzen zum ersten Mal in der Geschichte der Bundesrepublik an einem verfassungsmäßig und völkerrechtlich umstrittenen Krieg – dem Kosovo-Krieg – teilgenommen. Die völkerrechtliche Grundlage für den Einsatz war in der Fachdiskussion umstritten. Überwiegend wurde die Intervention von den verantwortenden Politikern als „humanitäre Intervention“ bezeichnet und in der Hinsicht als gerechtfertigt angesehen. Die Legitimation der Beteiligung stützte sich besonders auf geheimdienstliche Informationen, die bei Kriegseintritt als nicht vollständig verifiziert galten.
Die Teilnahme deutscher Streitkräfte an der Operation konnte bei Annahme des Rechtfertigungskonstruktes als verfassungsrechtlich zulässig angesehen werden, denn es lag kein Angriffskrieg im Sinne des Art. 26 GG vor und die Teilnahme erfolgte im Rahmen eines Systems gegenseitiger und kollektiver Sicherheit, wie es Art. 24 Abs. 2 GG verlangt. Wird die Begründung der „humanitären Intervention“ nicht geteilt, stellte die NATO-Intervention völkerrechtlich einen Angriffskrieg dar, wodurch die Beteiligung der Bundesrepublik verfassungsrechtlich unzulässig wäre.
Diesem Einsatz schloss sich eine Beteiligung an der KFOR-Mission zum Schutz der Bevölkerung und der im Land tätigen Hilfsorganisationen an. Der Einsatz der internationalen Sicherheitspräsenz KFOR fußte von Anfang an auf der Resolution 1244 des UN-Sicherheitsrates.

### Nach dem 11. September 2001
Seit 2001 ist die Bundeswehr unter der Führung des Einsatzführungskommandos auch im Rahmen der Anti-Terror-Koalition eingesetzt. Der Einsatz wurde im rot-grün dominierten Bundestag im Vorfeld heftig debattiert. Eine einheitliche Position dazu wurde letztlich dadurch herbeigeführt, dass Bundeskanzler Gerhard Schröder die Vertrauensfrage stellte und ihm in der Abstimmung das Vertrauen mit 336 bei 334 benötigten Stimmen und 326 Gegenstimmen ausgesprochen wurde.
Ein Marinekontingent überwachte, abgestützt auf Dschibuti, das Seegebiet am Horn von Afrika; außerdem ist die Deutsche Marine an entsprechenden NATO-Operationen im Mittelmeer beteiligt. Die Bundeswehr war in Afghanistan im Rahmen der ISAF aktiv (siehe auch: Bundeswehreinsatz in Afghanistan). Außerdem bildete sie in Kuwait und den Vereinigten Arabischen Emiraten Polizei- und Milizkräfte der neuen irakischen Sicherheitskräfte aus.

## Liste der Auslandseinsätze

### Abgeschlossene Einsätze
Bisher höchster Stand im Ausland eingesetzter Soldaten: 10.024 (Juni 2002)
Die Bundeswehr beteiligte sich seit 1959 an mehr als 130 humanitären Hilfsaktionen.

#### Einsätze begonnen vor 1990
- Februar 1960: Hilfeleistungen von Luftwaffe, Sanitätsdienst und ABC-Abwehrtruppe für die durch das Erdbeben von Agadir im Jahre 1960 zerstörte Stadt Agadir in Marokko.
- Januar 1965: Erstmals Beteiligung an einer großen internationalen Hilfsaktion in Algerien. Hierzu bilden zwei Lufttransportgeschwader mit zwölf Flugzeugen vom Typ Noratlas eine Luftbrücke.
- August 1976: Katastrophenhilfe im norditalienischen Erdbebengebiet Friaul.
- November 1980: Katastrophenhilfe im süditalienischen Erdbebengebiet (Materdomini)
- November 1984: Flugzeuge vom Typ „Transall“ der Luftwaffe fliegen Versorgungsgüter in die Hungergebiete in Äthiopien.
- 1988–1989: Transportflüge im Rahmen der UNTAG-Mission in Namibia.

#### Einsätze begonnen von 1990 bis 1999
- Juni 1990: Erdbebenhilfe im Iran – Ein Feldlazarett und 40 Sanitätsoffiziere und Sanitätssoldaten des Sanitätslehrbataillons 851 aus München werden in das Erdbebengebiet verlegt.

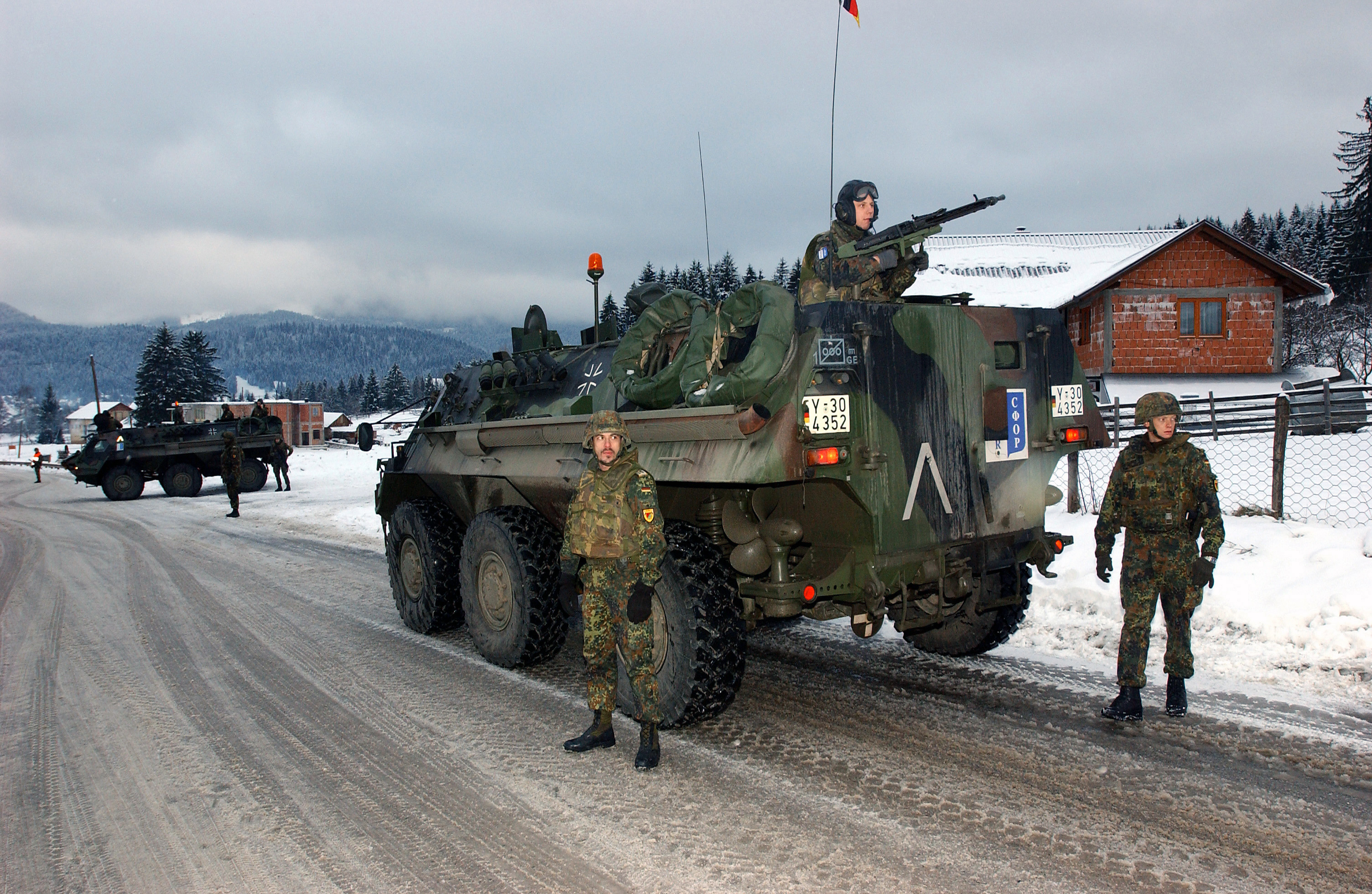
Bundeswehrsoldaten der SFOR in Pale in Bosnien, Operation Joint Forge, Januar 2004

- August 1990–September 1991: im Rahmen der Operation Südflanke Entsendung von Minensuchbooten ins Mittelmeer und später zum Minenräumen in den Persischen Golf (bis 500 Marinesoldaten, sieben Schiffe, zeitweise fünf Flugzeuge und Hubschrauber).
- 1991–1996: Transport von UN-Waffeninspekteuren mit Transallflugzeugen und Hubschraubern im Irak im Rahmen der UNSCOM-Mission.
- 6. Januar 1991: Verlegung von 18 Kampfflugzeugen des Typs „Alpha Jet“ des Jagdbombergeschwaders 43 aus Oldenburg auf den Fliegerhorst Erhac in der Türkei. Insgesamt 212 Soldaten der Luftwaffe sollen im Rahmen der Allied Command Europe Mobile Forces (AMF Air) der NATO einen Beitrag zum Schutz der Türkei vor Angriffen aus dem Irak leisten.
- April 1991: Im Rahmen der Operation Kurdenhilfe versorgen Fallschirmjäger, Sanitätskräfte und Heeresflieger mit Transporthubschraubern vom Typ CH-53 kurdische Flüchtlinge im Iran und in Anatolien.Am 1. April 1991 während der Operation Kurdenhilfe eingesetzte CH-53 der Heeresflieger

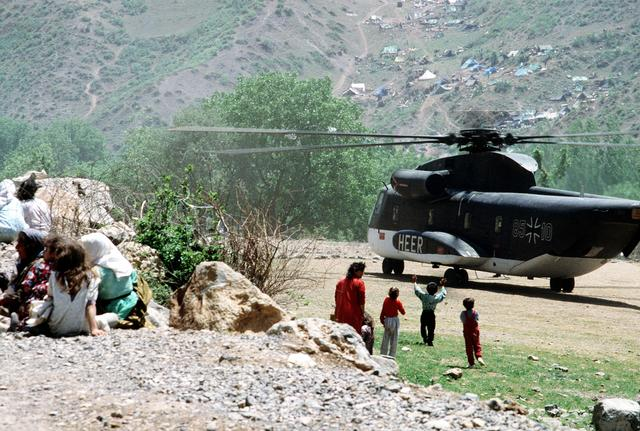
Am 1. April 1991 während der Operation Kurdenhilfe eingesetzte CH-53 der Heeresflieger

- November 1991: Sechs, später 18 deutsche Sanitätssoldaten werden zur medizinischen Betreuung von Angehörigen der UN Advanced Mission in Cambodia (UNAMIC) in Kambodscha entsandt.
- 1992–1996: Operation Sharp Guard unter NATO- und WEU-Führung, Embargo gegen das ehemalige Jugoslawien in der Adria durch Marineverbände, stets zwei deutsche Fregatten oder Zerstörer, außerdem Flugzeuge.
- April 1992–1993: unter UN-Führung: Entsendung von 140 weiteren Sanitätssoldaten, darunter 30 Sanitätsoffiziere, nach Phnom Penh zur medizinischen Betreuung von Angehörigen der United Nations Transitional Authority in Cambodia (UNTAC)
- 1993–1994: unter UN-Führung: Teilnahme an United Nations Operation in Somalia II, einer Stabilisierungsmission der UN in Somalia, siehe Deutscher Unterstützungsverband Somalia (ca. 1.700 Heeressoldaten unter anderem stationiert in Beledweyne, später außerdem vier Schiffe der Marine für die Rückführung aus Mogadischu im Rahmen der Operation Southern Cross). In Mombasa in Kenia wurden zwei Transportflugzeuge stationiert. Deutsche Soldaten in Somalia 1993

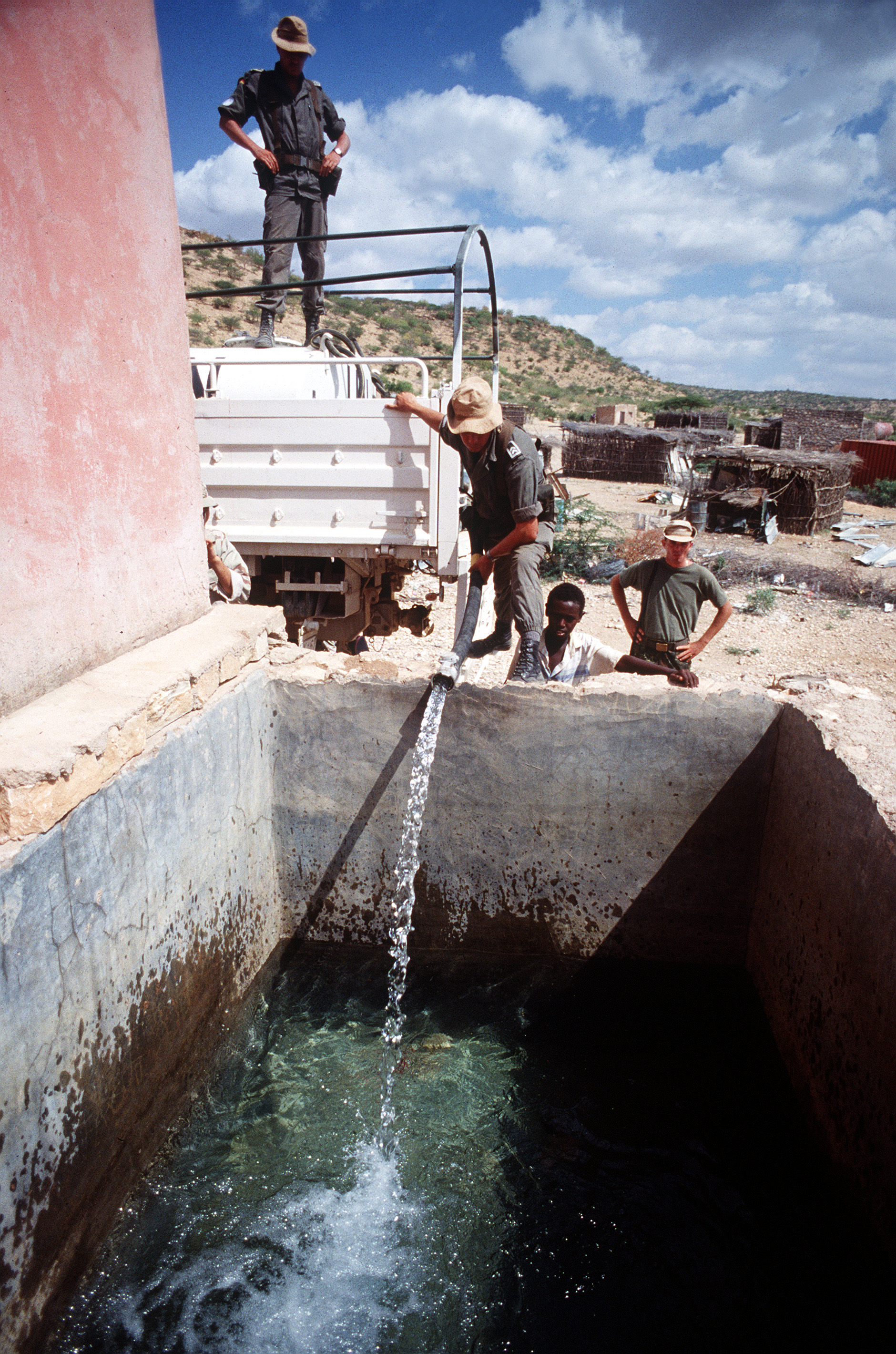
Deutsche Soldaten in Somalia 1993

- 1994: UNAMIR-Mission mit Beteiligung an einer Luftbrücke zur Versorgung ruandischer Flüchtlinge.
- 1994–September 2009: UN-Beobachtermission in Georgien zur Überwachung des Waffenstillstandes in Abchasien im Rahmen von UNOMIG, die Bundeswehr stellte drei unbewaffnete Militärbeobachter und bis zu zehn Sanitätssoldaten, die auch Militärbeobachterstatus hatten. Am 8. Oktober 2001 fiel als erster Soldat der Bundeswehr Oberstabsarzt Dieter Eißing beim Abschuss eines Hubschraubers mit Militärbeobachtern.
- 1995: Operation Deliberate Force, NATO-Operation zum Schutz der UNPROFOR in Bosnien-Herzegowina
- 1995–1996: (UNPF) innerhalb Kroatiens mit ersten Maßnahmen nach Bosnien-Herzegowina, abgelöst durch IFOR

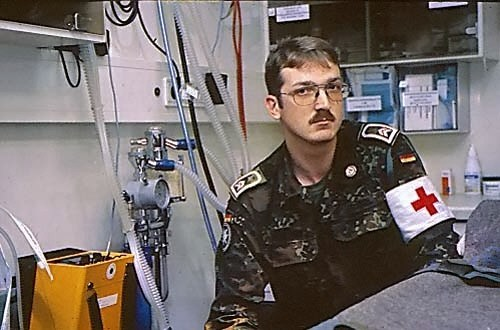
Bundeswehrsoldat während IFOR, 1995

- 1995–1996: unter NATO-Führung Operation „Joint Endeavour“: IFOR (Implementation Forces in Bosnia and Herzegovina), abgelöst durch SFOR
- 1996–2004: unter NATO-Führung Operation „Joint Guard“ und „Joint Forge“: SFOR (Stabilisation Force in Bosnia and Herzegovina), 1.700 Deutsche, abgelöst durch EUFOR Operation Althea
- 1997: Operation Libelle, Evakuierung von Zivilisten aus Albanien unter Verwendung von Einheiten der SFOR. (Evakuierungsoperation – Einsatzgleiche Verpflichtung)
- März bis Juni 1999: unter NATO-Führung „Operation Allied Force“: Teilnahme an Luftangriffen im Kosovo-Krieg gegen die Bundesrepublik Jugoslawien
- seit Juni 1999: unter NATO-Führung friedenssichernder Einsatz im Kosovo (KFOR)
- 1999–2000: – Transportflüge und medizinische Versorgung im Rahmen der UN-Mission INTERFET für Osttimor.
- 13. April – 8. August 1999: Albanien Force (AFOR)[4]

#### Einsätze begonnen von 2000 bis 2009
- 2000–August 2008: UN-Beobachtermission UNMEE in Äthiopien und Eritrea zu Überwachung des Waffenstillstandsabkommens von Algier, zwei deutsche Militärbeobachter.
- 2001: Operation „Essential Harvest“ in Mazedonien, Entwaffnung von albanischen Extremisten, 600 deutsche Soldaten.
- 2001–2016: unter NATO-Führung: Operation Active Endeavour im Mittelmeer zum Schutz des Seeverkehrs gegen terroristische Bedrohungen. Die Bundeswehr war mit Fregatten, Schnellbooten und U-Booten beteiligt. Auf dem NATO-Gipfel 2016 in Warschau beschlossen die NATO-Mitgliedsstaaten, die Operation Active Endeavour im Mittelmeer durch die Operation Sea Guardian abzulösen.
- 2002–2010 unter US-Führung: Operation Enduring Freedom als Teil des Kampfes gegen den Terrorismus mit zeitweise bis zu 4.900 deutschen Soldaten. Als Einsatzgebiet der Bundeswehr außerhalb Deutschlands wurde durch das Mandat des Deutschen Bundestages die arabische Halbinsel, Mittel- und Zentralasien und Nordost-Afrika sowie die angrenzenden Seegebiete festgelegt. Die Beteiligung Deutschlands im Ausland besteht (bestand) aus
  - 2001–2002: Bereitstellen von Lufttransportkapazität (in über 130 Einsätzen mit Transall C-160 wurden mehr als 500 Personen und knapp 600 Tonnen Material nach Vorgaben der US-Streitkräfte von Ramstein nach Istanbul geflogen);
  - 2002–2003: Einsatz von ABC-Abwehrkräften in Kuwait (drei Einsatzkontingente);
  - 2002–2005: Einsatz von Spezialkräften in Afghanistan;
  - 2002–2010: Marinepräsenz am Horn von Afrika als Task Group German (CTG) im Rahmen der Operation Enduring Freedom: (Beteiligung schwankend: anfangs rund 1.400 Soldaten, zuletzt 60 Soldaten). Das deutsche Kontingent bestand anfangs aus fünf Schnellbooten, einem Tender, einem Versorger und einem Betriebsstoffversorger, nach dem ersten Kontingentwechsel entweder aus Fregatten (zeitweise zusätzlich Flottendienstbooten und Versorgern) oder ein bis zwei Seefernaufklärern P-3C Orion. Außerdem bestand eine kleine Logistikbasis in Dschibuti – die Deutsche Verbindungs- und Unterstützungsgruppe (DVUG), die sowohl die Kontingente OEF und Atalanta unterstützte; bis 2005 hieß diese Einheit Marinelogistikbasis im Einsatzgebiet (MLBE). Der Einsatz wurde am 28. Juni 2010 beendet. Die MBLE blieb in Dschibuti zur weiteren Unterstützung des Einsatzes Atalanta.
- Januar 2002 bis 31. Dezember 2014 ISAF-Einsatz in Afghanistan zur Friedenssicherung unter GBR (ISAF 1), TUR (ISAF 2) und DEU/NLD Kommando (ISAF 3). Seit ISAF 4 im Jahr 2003 unter NATO-Führung. Seit 5. April 2007 wurden zusätzlich auf Bitten der NATO sechs Aufklärungsflugzeuge der Luftwaffe in Afghanistan stationiert. Mit Beschluss des Bundestages vom 13. Oktober 2007 wurde der Einsatz der Flugzeuge mit dem Kontingent ISAF zusammengelegt. Ab 26. Januar 2012 betrug die Mandatsobergrenze 4.900 deutsche Soldaten. An dem im August 2021 beendeten Einsatz waren insgesamt 163.000 Männer und Frauen beteiligt, meist als Soldaten, teils als Verwaltungsangehörige. Von ihnen kamen 59 ums Leben, entweder im Kampfeinsatz, bei Terroranschlägen, Unfällen oder durch Suizid.[5]
- 2003: Operation „Concordia“ in Mazedonien, Sicherung von EU- und OSZE-Beobachtern
- 2003: Operation „Artemis“, Versorgung von Truppen in der Demokratischen Republik Kongo über Uganda aus.
- Dezember 2004 bis 27. September 2012: unter EU-Führung: EUFOR Operation Althea (European Union Force in Bosnia and Herzegovina). Zuletzt zwei deutsche Soldaten. Mit den Vorgängermissionen IFOR, SFOR der bis dato längste Auslandseinsatz der Bundeswehr (17 Jahre).
- Dezember 2004 bis Dezember 2007: AMIS (African Union Mission in Sudan) – Bereitstellung von Lufttransportkapazitäten für die Verlegung von Friedenstruppen der Afrikanischen Union in die sudanesische Krisenregion Darfur. Am 31. Dezember 2007 ging diese Operation in die Operation UNAMID über.
- 2005–2011: UNMIS (United Nations Mission in Sudan) – Entsendung von bis zu 75 unbewaffneten Militärbeobachtern in den Süden und Osten des Sudans zur Überwachung des Friedensabkommens.
- Januar – März 2005: Humanitäre Hilfe in Indonesien – Einsatz von Sanitätskräften, MedEvac-Flugzeugen und dem Einsatzgruppenversorger Berlin nach dem Seebeben im Indischen Ozean 2004 in der Region Aceh (ca. 385 Soldaten).
- 2006–2009: Minenräumung in Kambodscha (ohne Mandat des Bundestages), bis zu 54 Soldaten.[6]
- 31. Juli 2006 bis 30. November 2006: Bundeswehreinsatz im Kongo 2006 – Entsendung von bis zu 780 Soldaten, davon 500 Einsatz- und 280 Unterstützungskräfte in die Hauptstadt Kinshasa und die Umgebung zum Schutz der Parlamentswahlen. Den überwiegenden Teil bildet die Reserve in Gabun.

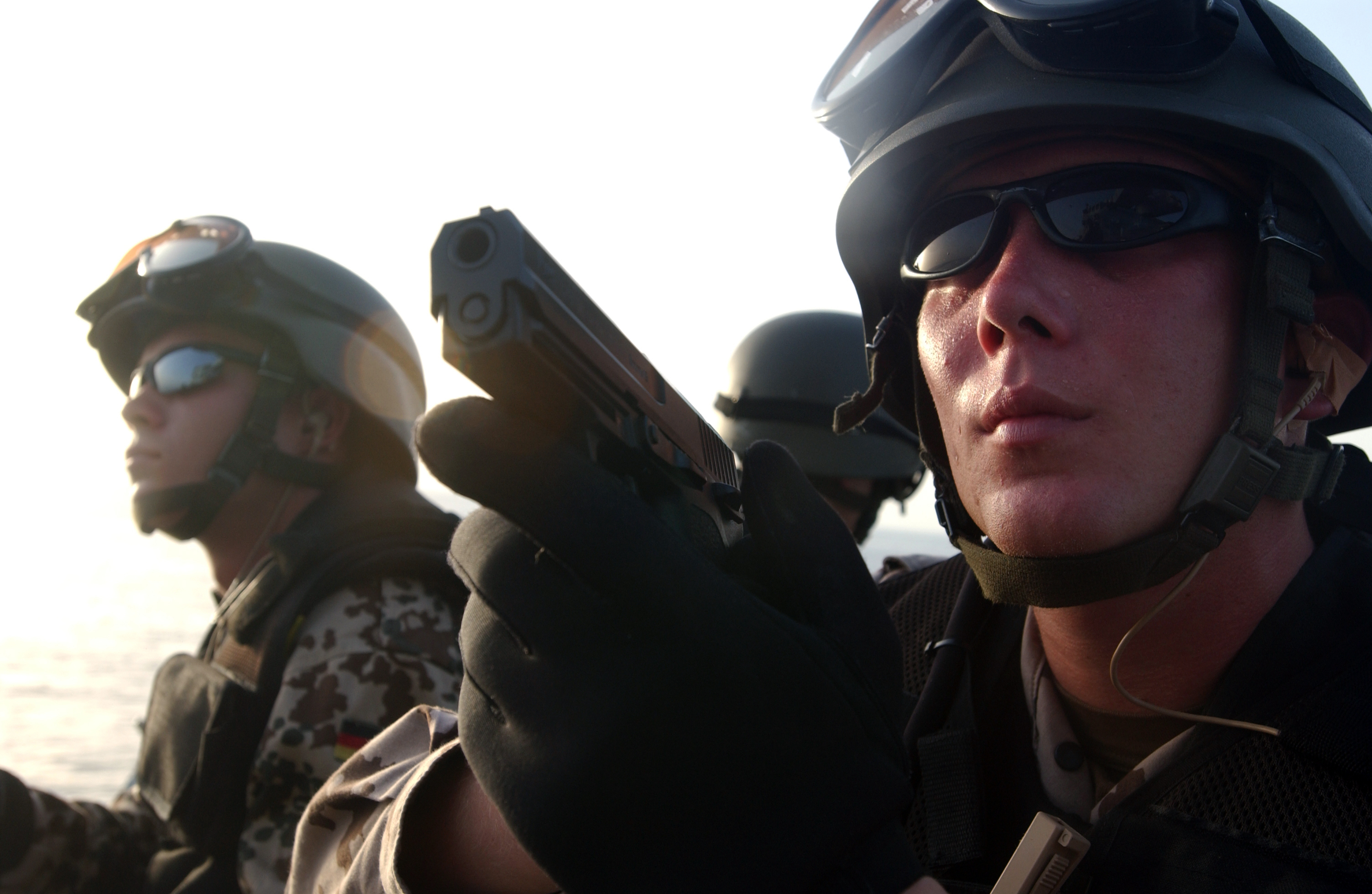
Boardingteam der Fregatte Augsburg im Einsatz während der Operation Enduring Freedom, Mai 2004

- 2008–2022: Operation Atalanta – multinationale Mission der Europäischen Union (EU) zum Schutz von humanitären Hilfslieferungen nach Somalia, der freien Seefahrt und zur Bekämpfung der Piraterie vor der Küste Somalias am Horn von Afrika im Golf von Aden

#### Einsätze begonnen von 2010 bis 2019
- April 2010 bis März 2018 EUTM Somalia (EU-Trainingsmission Somalia). Mit bis zu 20 Soldaten unterstützte die EU die African Union-Mission durch die Ausbildung eigener Sicherheitskräfte in Uganda.
- Februar 2011: Die Operation Pegasus während der Aufstände in Libyen zur Evakuierung von Zivilisten aus Libyen. (Evakuierungsoperation – Einsatzgleiche Verpflichtung)

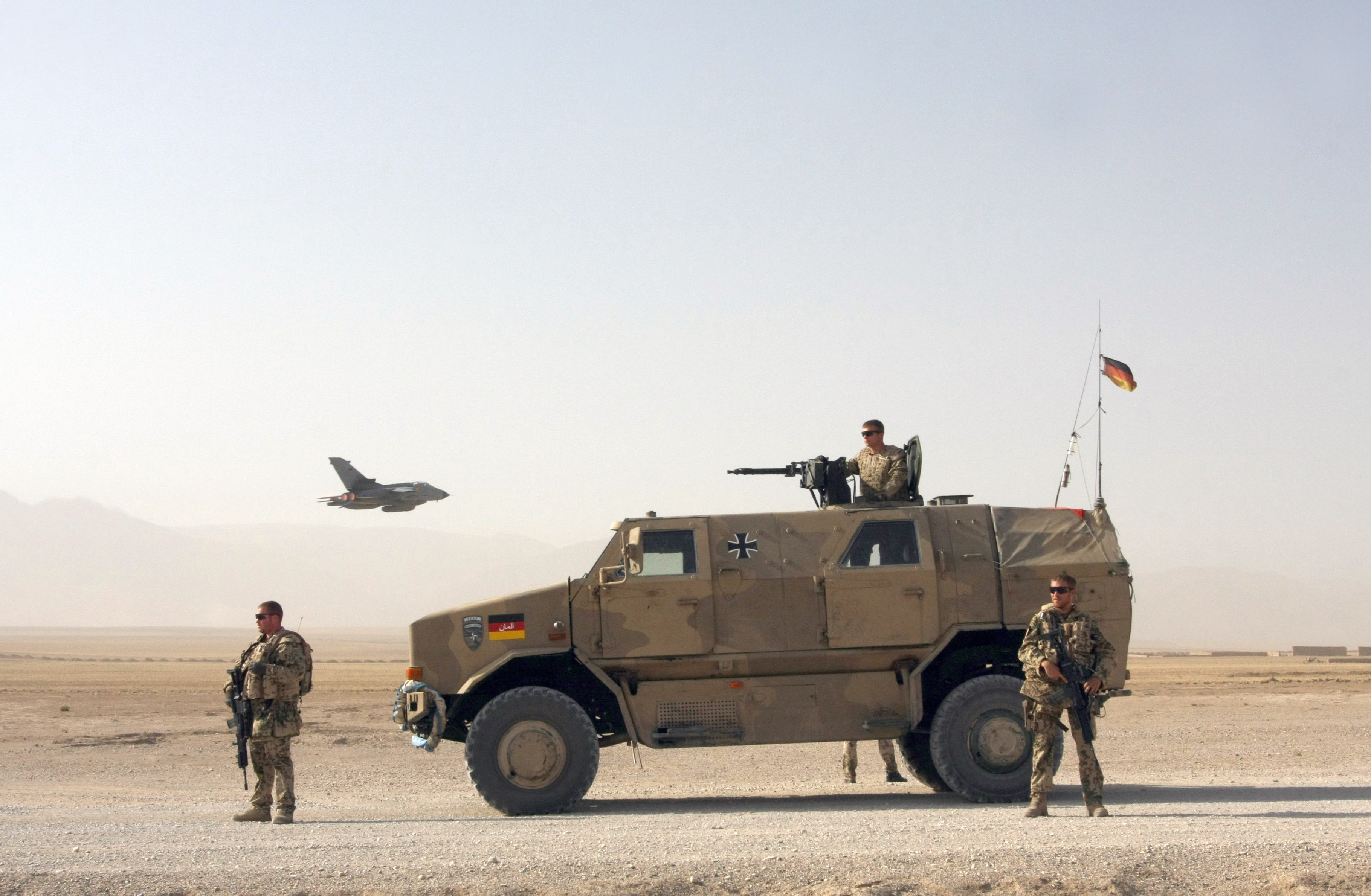
Soldaten mit Radfahrzeug Dingo in Afghanistan, 2009

- 15. August 2012 bis 31. Dezember 2018 Operation EUCAP Somalia zur Bekämpfung der Piraterie vor der Küste Somalias.
- Dezember 2012 bis Oktober 2015 Operation Active Fence zur Verteidigung des NATO-Bündnispartner Türkei. Der Bundestag erteilte der Bundeswehr im Dezember 2012 ein Mandat, das es der Bundeswehr erlaubte bis zu 400 Soldaten in die Türkei zu entsenden. Es wurden zwei Staffeln des Patriot Flugabwehrsystems sowie Soldaten zum Einsatz in AWACS Aufklärungsflugzeugen entsandt. Die Türkei hatte aufgrund diverser Vorfälle und Angriffe auf türkischem Boden während des syrischen Bürgerkriegs um Unterstützung durch ihre Bündnispartner ersucht. Das Mandat des Bundestages galt bis zum 31. Januar 2016, der operative Einsatz wurde jedoch schon zum 15. Oktober 2015 beendet.[7][8]
- 28. Februar 2013 bis 31. Mai 2023 Beteiligung an der Trainingsmission der Europäischen Union in Mali (EUTM Mali). Ausbildung und Beratung der malischen Streitkräfte[9]
- 27. Juni 2013 bis 12. Dezember 2023 Beteiligung an der Stabilisierungsmission der Vereinten Nationen in Nord-Mali (MINUSMA) mit Aufklärungskräften; logistische Unterstützung der Opération Serval und MINUSMA mit zwei Transportflugzeugen C-160 Transall des Lufttransportgeschwaders 61 in Mali zur Unterstützung französischer Streitkräfte beim Lufttransport. Das Mandat des Bundestags galt bis 31. Mai 2024, der Einsatz wurde jedoch bereits am 12. Dezember 2023 beendet.[10]
- April 2014 bis 30. April 2015 Beteiligung am Schutz des US-amerikanischen Spezialschiffs Cape Ray im östlichen Mittelmeer, an Bord dessen syrische Chemiewaffen vernichtet wurden. Für diese Aufgabe wurden eine Fregatte und bis zu 300 Soldaten eingesetzt.[11][12]
- 2015 bis 2018 Ausbildungsunterstützung der Bundeswehr im Irak. Ausbilder und Berater der Peschmerga in der Autonomen Region Kurdistan im Rahmen des Kampfes gegen den Islamischen Staat
- 1. Januar 2015 bis 29. Juni 2021 Beteiligung an Resolute Support in Afghanistan.[13] Die Mandatsobergrenze lag bei 1300 Soldaten.

#### Einsätze begonnen seit 2020
- 16. bis 26. August 2021 Beteiligung an der Evakuierung am Flughafen Kabul
- 23. bis 25. April 2023 Evakuierung aus Khartum wegen der Kämpfe im Sudan[14][15]
- 28. April 2023 bis 30. August 2024 Beteiligung an der Ausbildungsmission EUMPM Niger[16][17][18]

### Laufende Einsätze
| Mission                              | Beginn     | Leitung | Völkerrechtliche Grundlage                                                                                               | Mandatsobergrenze | eingesetzte Soldaten | Letztes Mandat | Ende des Mandats | Beschreibung |
| ------------------------------------ | ---------- | ------- | --- | ----------------- | -------------------- | -------------- | ---------------- | --- |
| KFOR                                 | 11.06.1999 | NATO    | u. a. UN-Sicherheitsrat Resolution 1244 (1999)                                                                           | 400               | 285                  | 26.06.2025     | unbefristet      | Friedenssicherung im Kosovo |
| UNIFIL                               | 20.09.2006 | UN      | u. a. UN-Sicherheitsrat Resolution 1701 (2006)                                                                           | 300               | 192                  | 26.06.2025     | 30.06.2026       | Seeraumüberwachung vor der Küste des Libanons mit Fregatten, Schnellbooten und Hilfsschiffen unter anfangs deutscher Führung. Die Führung wechselte im Februar 2008 an Italien. Einschließlich Landkomponenten zur Versorgung und zur Unterstützung der libanesischen Kräfte wurden anfangs ca. 1.400 Soldaten entsandt. |
| UNMISS                               | 08.07.2011 | UN      | u. a. UN-Sicherheitsrat Resolution 1996 (2011)                                                                           | 50                | 12                   | 30.01.2025     | 31.10.2025       | Unterstützung beim Aufbau des neuen Staates Republik Südsudan |
| MINURSO                              | 16.10.2013 | UN      | u. a. UN-Sicherheitsrat Resolution 2099 (2013)                                                                           | 4                 | 3                    | 16.10.2013     | unbefristet      | UN-Beobachtermission in der Westsahara |
| Counter Daesh/Capacity Building Iraq | 03.06.2015 | USA     | u. a. Recht auf „kollektive Selbstverteidigung“ gemäß Artikel 51 der UN-Charta, UN-Sicherheitsrat Resolution 2249 (2015) | 500               | 335                  | 17.10.2024     | 31.01.2026       | Fähigkeitsunterstützung im Irak; bis 31.01.2022 außerdem Kampf gegen den IS in Syrien |
| Operation Sea Guardian               | 29.09.2016 | NATO    | u. a. UN-Sicherheitsrat Resolution 2292 (2016)                                                                           | 650               | 230                  | 30.01.2025     | 30.11.2025       | Operation zur maritimen Sicherheit im Mittelmeer, Aufgaben reichen von der Seeraumüberwachung bis zur Ausbildungsunterstützung |
| UNMHA                                | 10.04.2019 | UN      | u. a. UN-Sicherheitsrat Resolution 2452 (2019)                                                                           | 5                 | k. A.                | 10.04.2019     | unbefristet      | UN-Beobachtermission im Jemen |
| EUNAVFOR MED IRINI                   | 07.05.2020 | EU      | u. a. UN-Sicherheitsrat Resolution 2292 (2016)                                                                           | 300               | 12                   | 30.01.2025     | 30.11.2025       | Durchsetzung des Waffenembargos gegen Libyen im Mittelmeer |
| EUFOR ALTHEA                         | 08.07.2022 | EU      | u. a. UN-Sicherheitsrat Resolution 2604 (2021)                                                                           | 50                | 35                   | 25.06.2025     | 30.06.2026       | Erneute Beteiligung an der Stabilisierung in Bosnien-Herzegowina |
| Eunavfor Aspides                     | 23.02.2024 | EU      | u. a. UN-Sicherheitsrat Resolution 2722 (2024)                                                                           | 700               | 10                   | 30.01.2025     | 31.10.2025       | Schutz von Handelsschiffen im und in der Nähe des Roten Meers vor Beschuss durch Huthi |

### Weitere Missionen / einsatzgleiche Verpflichtungen
- Seit Juni 2005: Regelmäßige Beteiligung mit Jagdflugzeugen an der grenzüberschreitenden Luftraumüberwachung der NATO-Partner über dem Baltikum (Air Policing Baltikum).[34] Außerdem nahm die Luftwaffe zweimal am Air Policing Island (2010 und 2012) sowie 2021 erstmals am Southern Air Policing in Rumänien teil.[35]
- Seit Februar 2016 NATO-Aktivität in der Ägäis im Rahmen der Flüchtlingskrise: Beteiligung der Marine mit einem Kriegsschiff im Rahmen der Standing NATO Maritime Group 2, unter deutscher Führung, an der Seeraumüberwachung in der Ägäis zur Unterstützung der europäischen Grenzagentur Frontex.[36]
- Seit Januar 2017 Aufbau und Führung der NATO-Battlegroup Lithuania im Rahmen der NATO Enhanced Forward Presence (eFP) zur Sicherung und Abschreckung an der NATO-Ostflanke. Der multinationale Verband hat eine Stärke von etwa 1.000 Mann, darunter 500 Bundeswehrsoldaten.[37]

- Seit April 2025: Dauerhafte Stationierung der Panzerbrigade 45 mit (perspektivisch) rund 5.000 deutschen Soldaten in Litauen zusätzlich zur NATO-Battlegroup Lithuania.[38][39][40]

## Gefallene und einsatzverletzte Soldaten

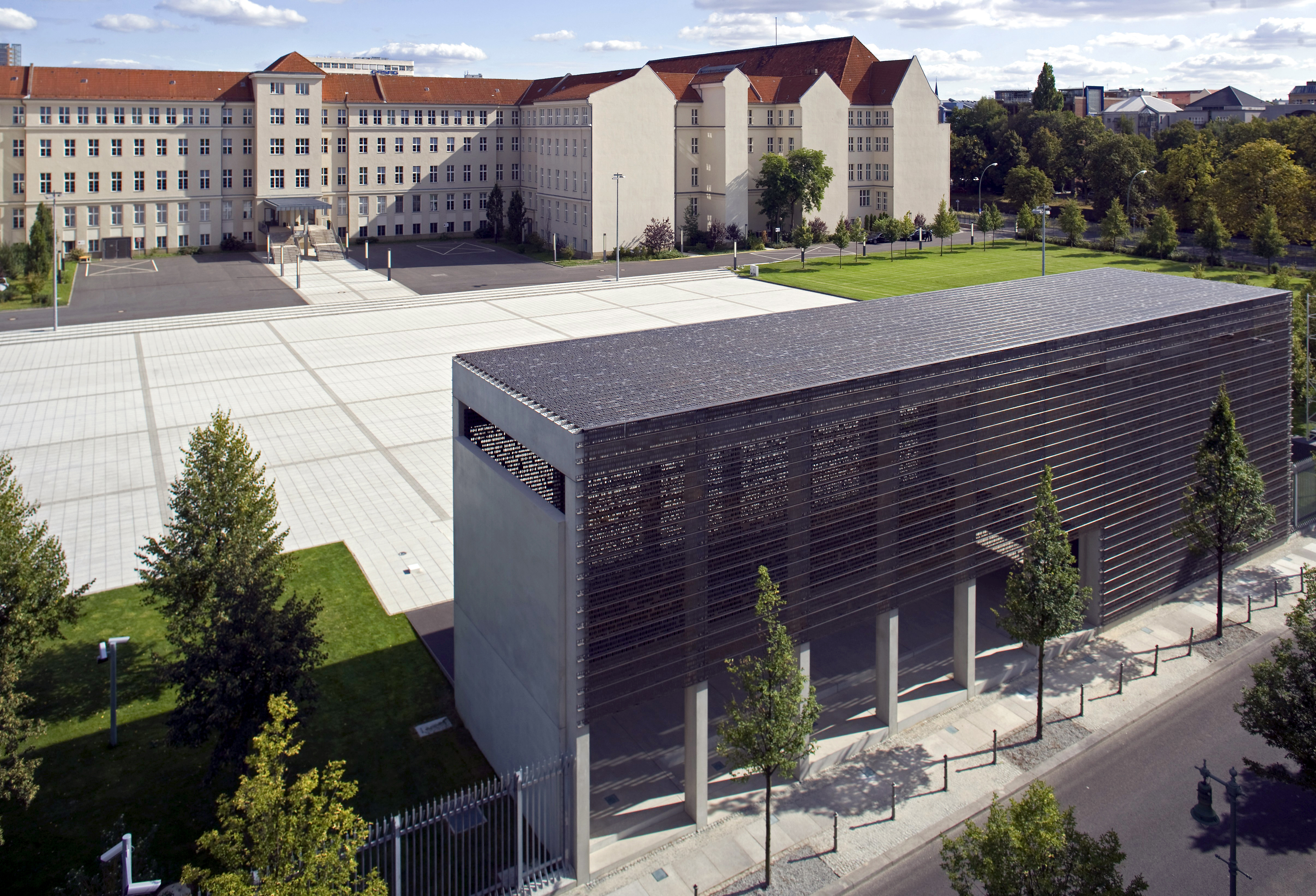
Das Ehrenmal der Bundeswehr in Berlin

Bei Auslandseinsätzen kamen zwischen 1992 und Juni 2013 insgesamt 103 deutsche Soldaten ums Leben. Um der Gefallenen dieser Einsätze zu gedenken, bestehen in den Einsatzländern Ehrenmale der Bundeswehr. Zudem wurde in Berlin ein zentrales Ehrenmal der Bundeswehr errichtet, das der über 3.100 Angehörigen der Bundeswehr gedenkt, die im Dienst (auch im Inland) ihr Leben verloren haben.
Im Jahre 1993 wurde ein deutscher Soldat in Kambodscha erschossen. Durch einen Unfall verloren 1997 zwei deutsche Soldaten ihr Leben in Bosnien-Herzegowina. Durch den Abschuss eines Hubschraubers starb neben weiteren Passagieren ein deutscher Soldat in Georgien. Bei einem weiteren Hubschrauberabsturz 2002 verloren sieben Bundeswehrsoldaten ihr Leben. Im selben Jahr starben zwei Soldaten bei einer Bombenentschärfung. Bei einer Minenexplosion starb ein weiterer Soldat ein Jahr später in Afghanistan. Vier weitere verloren wenige Tage danach bei einem Selbstmordanschlag in Kabul ihr Leben. Im Jahr 2005 starben in Afghanistan zwei deutsche Soldaten durch einen Unfall und ein weiterer bei einem Selbstmordanschlag. Drei Bundeswehrsoldaten starben zwei Jahre später 2007 ebenfalls in Afghanistan bei einem Selbstmordanschlag. Beim Absturz eines spanischen Hubschraubers südöstlich von Banja Luka (Republika Srpska) am 19. Juni 2008 verunglückten zwei deutsche Soldaten tödlich. Bei einem Sprengstoffanschlag (IED) südwestlich Kunduz am 27. August 2008 wurde ein Soldat, bei einem Selbstmordanschlag bei Kunduz am 20. Oktober 2008 zwei Soldaten und fünf Kinder getötet sowie zwei Soldaten und ein Kind schwer verletzt. Ein 21-jähriger Soldat ist am 14. März 2009 bei einem Verkehrsunfall nahe dem Feldlager Feyzabad ums Leben gekommen. Am 29. April 2009 ist bei einem Anschlag auf einen Konvoi in der Nähe von Kunduz ein deutscher Soldat gefallen. Des Weiteren starben am 23. Juni 2009 drei weitere deutsche Soldaten in Afghanistan, als in einem Feuergefecht ihr Transportpanzer Fuchs beim Rückwärtsfahren von der Fahrbahn abkam und sich überschlug.
Beim Karfreitagsgefecht vom 2. April 2010 fielen drei deutsche Fallschirmjäger. Es war die erste längere Kampfhandlung seit dem Zweiten Weltkrieg, an der deutsche Soldaten mit eigenen Verlusten beteiligt waren.
Den im Auslandseinsatz verletzten Soldaten, aber auch den Hinterbliebenen, stehen nach dem Soldatenversorgungsgesetz und dem Einsatzversorgungsgesetz staatliche Leistungen zu. Nach dem Einsatz-Weiterverwendungsgesetz haben sie zudem Anspruch auf eine Schutzzeit, in der sie weder versetzt noch aus der Bundeswehr entlassen werden dürfen und, bei einer schweren Schädigung, Anspruch auf Weiterbeschäftigung bei der Bundeswehr oder im öffentlichen Dienst. Für den privaten Schutz von Soldaten im Einsatz gelten bei Versicherungen meist besondere Vertragsbedingungen, wie beispielsweise die sogenannte Kriegsklausel. Daneben gibt es zunehmend eine Vielzahl von durch private Initiative gestützte Organisationen.
Für den Lufttransport verletzter Soldaten (MedEvac), etwa ins Bundeswehrzentralkrankenhaus Koblenz, auf einen am Flughafen Köln/Bonn stationiertem Airbus zurückgreifen.
Neben körperlichen Verletzungen haben Posttraumatische Belastungsstörung der Soldaten nach Auslandseinsätzen, als Thema die Öffentlichkeit und den Bundestag bereits vielfach beschäftigt.